# Szojuz–23

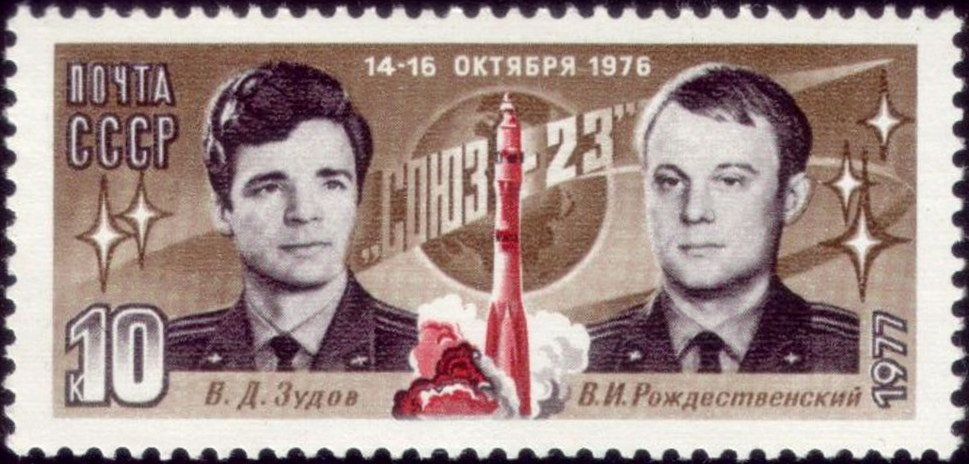
Szovjet bélyeg a küldetés emlékére.

A Szojuz–23 (7K-T/A9) (oroszul: Союз 23) szovjet háromszemélyes, kétszemélyessé átalakított szkafanderes személyszállító, szabványos rendszerben épített Szojuz űrhajó. Az űrhajó vitte volna a harmadik legénységet a Szaljut–5 űrállomásra.

## Küldetés
A küldetést 14 naposra tervezték, de több technikai probléma miatt félbeszakították a program végrehajtását.

## Jellemzői
Központi tervező iroda CKBEM (OKB-1, ОКБ-1), most OAO RKK Energiya im. SP Korolev. Az űrhajót kis átalakítással emberes programra, teherszállításra és mentésre (leszállásra) tervezték.
1976. október 14-én a bajkonuri űrrepülőtér indítóállomásról egy Szojuz hordozórakéta (11А511U) juttatta Föld körüli, közeli körpályára. Az orbitális egység pályája 89,5 perc, 51,6 fok hajlásszögű, elliptikus pálya-perigeuma 239 kilométer, apogeuma 269 kilométer volt. Hasznos tömege 6760 kilogramm. Szerkezeti felépítését tekintve megegyezik a Szojuz–14 napelemtáblák nélküli változatával. Összesen 2 napot, 6 percet töltött a világűrben, 32 alkalommal kerülte meg a Földet.
A felszálláskor olyan erős volt a szél, hogy majdnem működésbe lépett a fellövést félbeszakító automatika. Az elért keringési pálya magassága alacsonyabb volt a tervezettnél. Erőteljes űzemanyag-fogyasztás felhasználásával hajtottak végre pályamódosítást. Ráadásul elromlott a megközelítéshez szükséges radar elektronikája, ami meghiúsította az automatikus dokkolást.
Október 16-án belépett a légkörbe, a leszállás hagyományos módon – ejtőernyős leereszkedés – történt. A szovjet űrkutatás történetének eddigi egyetlen vízre szállását hajtotta végre.
Az űrhajó nem rendelkezett napelemekkel, csak akkumulátorokkal, az újonc űrhajósok minden nélkülözhető energiafogyasztót kikapcsoltak, és a hideg kabinban, szkafanderbe öltözve várták, hogy az űrhajó kedvező pozícióban érkezzen a leszálláshoz. A fékezőrakéták rendben működtek, de a leszállás körzetében az erős szél eltérítette a leszállókabint, ami Celinográdtól 121 km-rel délnyugatra érkezett meg a Tengiz-tó jegére, ami beszakadt alatta. A külső hőmérséklet -22 °C, a levegő ködös volt. A kabin hőmérséklete rohamosan csökkent. A mentést hátráltatta, hogy éjszaka volt és nem állt rendelkezésre megfelelő eszköz a kabin kiemelésére, amit csak másnap reggel tudtak megtenni. A tó sekély volt, így a kabin nem süllyedt el, a nyomáskiegyenlítő szelepen pedig friss levegő tudott beáramlani.

## Személyzet
- Vjacseszlav Zudov parancsnok
- Valerij Rozsgyesztvenszkij fedélzeti mérnök

### Tartalék személyzet
- Viktor Vasziljevics Gorbatko parancsnok
- Jurij Nyikolajevics Glazkov fedélzeti mérnök

## Külső hivatkozások
- Szojuz–23. lib.cas.cz. [2013. október 13-i dátummal az eredetiből archiválva]. (Hozzáférés: 2013. március 15.)
- Szojuz–23. energia.ru. [2020. október 1-i dátummal az eredetiből archiválva]. (Hozzáférés: 2013. március 15.)
- Szojuz–23. spacefacts.de. (Hozzáférés: 2013. március 15.)
- Szojuz–23. kursknet.ru. [2011. december 23-i dátummal az eredetiből archiválva]. (Hozzáférés: 2013. március 14.)
- Szojuz–23. astronautix.com. (Hozzáférés: 2025. január 22.)
- Szojuz–23. jamesoberg.com. (Hozzáférés: 2013. március 15.)
- Szojuz–23. nasa.gov. [2012. december 13-i dátummal az eredetiből archiválva]. (Hozzáférés: 2013. március 15.)

| Elődje: Szojuz–22 | Szojuz-program 1967–1981 | Utódja: Koszmosz–869 |